# Aksana Dziamidawa
Aksana Jauhienauna Dziamidawa (biał. Аксана Яўгенаўна Дзямідава, ros. Оксана Евгеньевна Демидова; ur. 23 grudnia 1993 w Mińsku) – białoruska pływaczka, specjalizująca się głównie w stylu dowolnym.
Brązowa medalistka mistrzostw Europy na krótkim basenie z Chartres (2012) w sztafecie 4 x 50 m stylem dowolnym.
Uczestniczka igrzysk olimpijskich z Londynu (2012) w sztafecie 4 x 100 m stylem dowolnym (13. miejsce).